# حسين بن حمزة
حسين بن حمزة (من مواليد الحسكة، سوريا، 1963 -) هو شاعر سوري. بدأ النشر في الصحافة السورية منذ الثمانينيات، ثم عاش في بيروت منذ عام 1995، وعمل كاتبًا في الأدب والفنّ لصحف ومجلات لبنانية وكان يُقدِّم المؤلفين العرب ويدير دار النشر التابعة لمعهد الدراسات العراقية. يعيش ابن حمزة في ألمانيا منذ سنة 2017.

## مسيرته
ولد حسين ابن حمزة في الحسكة بسوريا، سنة 1963، وقد ولد في بيت كانت فيه مكتبة، وكان أخوه الأكبر شاعرًا ويدرس الأدب العربي في إحدى الجامعات، وكانت الكتب حوله دائمًا، كتب أدبية ومعاجم ومراجع تراثية في الأغلب. يقول عن قراءته أثناء نشأته: «قراءة الكتب غير المدرسية بدأت مبكرًا، وصنعت تلك الغبطة التي لا يمكن وصفها، والتي ستتحول مع الأيام إلى نوع من المزاج الخاص. مزاجٌ سيجعلك «أجنبيًا» بين أقرانك في نفس العمر، وتصبح الكتب سببًا في غربة ممتعة تتسع وتتعمق بلا توقف».
أصدر حسين بن حمزة مجموعة شعرية عام 1997 عن دار «الجديد» في بيروت، بعنوان «رجل نائم في ثياب الأحد»، ثم صدرت طبعة ثانية منها لدى دار «أثر».
في 2018، صدر له ديوان «قصائد دون سن الرشد» عن دار أثر للنشر والتوزيع السعودية، وتنتمي تلك المجموعة للون أدبي هو قصيدة النثر. يعمل ابن حمزة في ذلك الديوان على التكثيف والاختزال، متكئاً على الصورة الشعرية التي تفيض دهشة وتأملاً، وتعاين القصائد حالات الوحدة والحب والغربة والشيخوخة. يرى الشيخ عطية في تحليله للديوان أنه خالف أساليب قصيدة نثر ما بعد الحداثة التي يكتبها معظم شعراء قصيدة النثر، واقتصد في قصائد مجموعته، عائدًا بقصيدة نثره إلى أصول قصيدة النثر، في الحفاظ على طابع السطر الشعري النابض، ولكنه اختلف مع ذلك عن روّاد هذه الأصول، بقصديّته الواعيةٍ، والتي تتخلّل القصيدة خلال جريانها النابض والمختفي كإشراقاتٍ. ويرى أن الاختزال الذي عُرف به الشاعر هو الذي يقود إلى ماهيّة الشعر، وأثنى على تركيب الجملة الشعرية «الساحر».
ويرى سيد محمود في تحليله للديوان أنه يعتمد حرفية بالغة في التعاطي مع اللغة، وضبط العلاقة بها بميزان، وحذف «الزوائد اللفظية»، ووصف ذلك بأن الديوان «لا يدع مجالًا لأي نوع من الثرثرة الانفعالية أو الترهل السردي، والهدف هو الاحتفال بالحب عبر الحذف لا الكتابة». شبَّه سيد محمود قصائد بن حمزة في مسعاها بقصائد «الهايكو» اليابانية ونصوص «الزن» في الفلسفة البوذية التي تقوم على مناجاة المطلق. ولاحظ سيد محمود تقاربًا ثانيًا مع «الهايكو» في «الأناقة والحس الإنشادي الذي قد يبالغ في اللجوء إلى «الأنا»»، ولكن دون التعمق في الرومانسية التي تأخذ النص نحو «ميلودراما الفقد». في حوار لابن حمزة سنة 2019، علق على ميله للاختزال وتشبيه شعره بالهايكو، وذكر أنه «لطالما كان الحذف والاختزال أمراً ممتَدَحاً في الشعر. الاختزال.. الحذف.. البطء.. القلّة.. المكوث في الظل. بالنسبة إلي، هذه صفات لمزاج شعري وشخصي أيضاً. أحب هذا في نتاج الآخرين الذين أحب أشعارهم أيضاً. أخاف عندما تبدو القصيدة التي أكتبها مرشّحة للاستطراد بدون فاعلية شعرية. غالباً ما أبدأ بجملة أعرف بشكل ما أنها لن تأخذ وقتاً طويلاً في إيجاد خاتمة أو قفلة مناسبة».
في مُقدِّمة مجموعته الشعرية «أتحدَّث عن الزُّرقة لا البحر»، كتب ابن حمزة «عشت غريبًا / مثل قصيدة مترجمة»، وتلك المجموعة الشعرية هي قصائد من المنفى، كتبها حسين بن حمزة بعد وصوله إلى ألمانيا في عام 2017. وتناقش هذه القصائد أربعةُ موضوعات رئيسية: المنفى والوحدة والحبّ واللغة. وفقا للناقد الأدبي الألماني غريت فوستمان، فإن إتقان لغة القصائد في شعر حسين بن حمزة بمثابة «لعبة مَرِحة» مع شعر التصوير الذاتي، ويرى فوستمان أن حسين بن حمزة «أستاذٌ في الاختصارات، نجح في فتح عوالم كاملة باستعارات مناسبة، نقلها المترجم غونتَر أورْت بدقة وحساسية إلى الألمانية». لاحظ فوستمان تجنب قصائد مجموعة ابن حمزة الشعرية «أتحدَّث عن الزُّرقة لا البحر» ما وصفه بـ«التنميق» الشرقي، وتكوُّن قصائده بدلًا من ذلك من كلمات مقتضبة ومختصرة يعالج بها موضوعات اللجوء والمنفى والحبّ والوحدة.
في سنة 2020، صدر لابن حمزة كتاب «الخطيئة الأولى» عن دار خطوط وظلال للنشر والتوزيع، ويضمُّ هذا الكتاب شهادات لحوالي 70 كاتباً وشاعراً عربياً، يتحدث كل واحد منهم عن «روايته الأولى» أو «ديوانه الأول» أو «خطيئته الأولى» بالمعنى المجازي للكلمة.
وفي فبراير سنة 2024 صدر لابن حمزة التاب الشعري " كمن يريد أن يمحو" عن عن دار راية للنشر، بيروت.

## آراؤه
انتقد ابن حمزة في مقال له نُشر سنة 2021 حال الشعر العربي حاليًا، وقال أن «من يكتب ينضم بسرعة وبدون إذن أو بدون الحصول على جدارة ما إلى مجتمع الشعراء المؤلف أصلًا من “شعراء” دخلوا ويدخلون بالطريقة ذاتها إلى هذا المجتمع»، ويخلص إلى أنه داخل هذه النمطية نشأت نمطية أخرى، تتمثل في أن الشاعر لم يعد يحتاج إلى اعتراف سوى من نفسه، بل لم يعد يرضى أي شاعر -موهوبًا كان أو غير موهوب- بأقل من أن يكون “صوتًا خاصًا” و”تجربةً فريدة من نوعها”.

## حياته الشخصية
يقول ابن حمزة أنه كانت لديه مكتبة أينما عاش: في مسقط رأسه، في حلب حيث درس في الجامعة، وفي دمشق ثم بيروت.

## وصلات خارجية
- مقالاته في مجلة فن
- مقالاته في جريدة الأخبار اللبنانية.